# 長野県道491号親田中村線
長野県道491号親田中村線（ながのけんどう491ごう おやだなかむらせん）は、長野県下伊那郡下條村と飯田市を結ぶ一般県道。

## 概要

### 路線データ
- 起点：下伊那郡下條村大字睦沢字親田（長野県道64号天竜公園阿智線交点）
- 終点：飯田市中村（下中村交差点、長野県道233号時又中村線交点）

## 通過する自治体
- 下伊那郡下條村
- 飯田市

## 交差・接続する道路
- 長野県道64号天竜公園阿智線 - 下伊那郡下條村大字睦沢字親田（起点）
- 長野県道234号田中乱橋線 - 飯田市伊豆木 ※一部重複
- 長野県道233号時又中村線 - 飯田市中村（下中村交差点、終点）